# 2265 Verbaandert
2265 Verbaandert este un asteroid din centura principală, descoperit pe 17 februarie 1950 de Sylvain Arend.